# Blues Connection
Blues Connection är ett album av Linkin' Louisiana Peps alias Peps Persson, släppt 1968.

## Låtlista
1. "Blues with a Feeling" (Walter Jacobs) – 6:10
2. "Dimples" (James C. Bracken / John Lee Hooker) – 4:52
3. "Five Long Years" (Eddie Boyd) – 5:04
4. "Rooster Blues" (Otis Hicks) – 3:03
5. "Shake Your Moneymaker" (Elmore James) – 3:40
6. "The Sky Is Crying" (Elmore James) – 5:34
7. "Dust My Blues" (Elmore James) – 2:42
8. "Sportin' Life Blues" (Brownie McGhee) – 4:49

## Medverkande
Musiker
- Linkin' Louisiana Peps (Peps Persson) – sång, munspel
- Guy Öhrström – gitarr
- Slim Notini – piano
- Göran Ramberg – tenorsaxofon
- Göran Malmberg – basgitarr
- Bill Öhrström – congas
- Pelle Ekman – trummor

Produktion
- Gert Palmcrantz – musikproducent
- Sid – omslagsdesign
- Rune Andersson – omslagsdesign, omslagskonst
- Ragnar Lundin – foto